# Coupe de Gibraltar de football 2020-2021
Navigation
Saison 2019-2020 Saison 2021-2022
La Coupe de Gibraltar 2020-2021 est la 63e édition de la Rock Cup (appelée Gibtelecom Rock Cup pour des raisons de parrainage).

## Format
Prenant place entre les mois d'avril et de mai 2021, la compétition se décompose en quatre phases allant du premier tour jusqu'à la finale. L'intégralité des matchs sont joués au Victoria Stadium de Gibraltar.
Les participants au tournoi sont les onze équipes évoluant au sein de l'unique division du championnat gibraltarien pour la saison 2020-2021 auxquelles s'ajoute le FC Hound Dogs, qui évolue au sein de la Ligue intermédiaire (en), réservée aux équipes de jeunes.
Le vainqueur de la compétition obtient une place pour le tour préliminaire de la Ligue Europa Conférence 2021-2022. Cependant, si le vainqueur vient à se qualifier pour la Ligue des champions ou à la Ligue Europa Conférence par le biais le championnat, cette place qualificative est réattribuée au troisième de cette dernière compétition. Le vainqueur de la coupe obtient également une place pour la Supercoupe disputée face au champion de première division, celle-ci étant réattribuée au deuxième du championnat si le champion remporte également la coupe.

## Résultats

### Premier tour
Huit des douze clubs engagés prennent part au premier tour, les quatre équipes restantes passent directement en quarts de finale, celles-ci étant le Mons Calpe, le Lynx FC, Manchester 62 et le College 1975
| Date         | Équipe 1         | Résultat | Équipe 2          |
| ------------ | ---------------- | -------- | ----------------- |
| 6 avril 2021 | Bruno's Magpies  | 1 - 2    | Saint Joseph's FC |
| 6 avril 2021 | Europa FC        | 10 - 0   | Europa Point      |
| 7 avril 2021 | Glacis United    | 6 - 1    | FC Hound Dogs     |
| 7 avril 2021 | Lincoln Red Imps | 6 - 0    | Lions Gibraltar   |

### Quarts de finale
| Date          | Équipe 1         | Résultat          | Équipe 2          |
| ------------- | ---------------- | ----------------- | ----------------- |
| 13 avril 2021 | Europa FC        | 3 - 0             | Saint Joseph's FC |
| 13 avril 2021 | Manchester 62    | 1 - 1 (5 - 4 tab) | College 1975      |
| 14 avril 2021 | Lincoln Red Imps | 2 - 1             | Lynx FC           |
| 14 avril 2021 | Glacis United    | 1 - 1 (4 - 2 tab) | Mons Calpe        |

### Demi-finales
| Date          | Équipe 1         | Résultat | Équipe 2      |
| ------------- | ---------------- | -------- | ------------- |
| 20 avril 2021 | Lincoln Red Imps | 3 - 0    | Europa FC     |
| 21 avril 2021 | Manchester 62    | 0 - 1    | Glacis United |

### Finale
| 19 mai 2021 | Glacis United | 0 - 2   | Lincoln Red Imps                       | Victoria Stadium           |                            |
| 19h00       |               | (0 - 2) | 4e Gómez Bernal · 19e Miguel Carralero | Arbitrage : Patrick Canepa | Arbitrage : Patrick Canepa |
| 19h00       | Rapport       |         |                                        | Arbitrage : Patrick Canepa | Arbitrage : Patrick Canepa |